# Euböa (Regionalbezirk)
Euböa (griechisch Περιφερειακή Ενότητα Ευβοίας Periferiakí Enótita Evvías) ist einer der fünf Regionalbezirke der griechischen Region Mittelgriechenland mit der Hauptstadt Chalkida. Von 1833 bis zur Verwaltungsreform von 2010 hatte er den Status einer Präfektur, deren Funktionen an die Region und die durch Zusammenlegung stark reduzierten Gemeinden übertragen wurden. Der Regionalbezirk Euböa entsendet 18 Abgeordnete in den mittelgriechischen Regionalrat, hat darüber hinaus aber keine politische Bedeutung. Sein Gebiet umfasst die Inseln Euböa und Skyros sowie ein kleines Gebiet auf dem mittelgriechischen Festland gegenüber von Chalkida. Er gliedert sich in die Gemeinden Chalkida, Dirfys-Messapia, Eretria, Istiea-Edipsos, Karystos, Kymi-Aliveri, Mandoudi-Limni und Skyros.